# Voestalpine
Voestalpine AG er en østrigsk multinational stålproducent og stålvarevirksomhed. Hovedkvarteret er i Linz, de er tilstede i 50 lande på 500 lokaliteter. Virksomheden er aktiv indenfor stålfremstilling, bilindustri, jernbane, stålprofiler og værktøjsstål. 45 % af de 48.654 personer i arbejdsstyrken er placeret i Østrig. I Østrig har Voestalpine tre vigtige fabrikker i henholdsvis Linz, Leoben og i Krems.  Omsætningen var i 2021 på 11,3 mia. euro.

## Historie
Virksomhedens navn stammer fra de to virksomheder, VÖEST (Vereinigte Österreichische Eisen und Stahlwerke), som blev etableret ved nationalisering i juli 1946 og ÖAMG (Österreichische-Alpine Montangesellschaft) etableret i 1881.
Privatiseringen af Voest-Alpine begyndte i 1995, hvor virksomheden blev børsnoteret på Wiener Börse. I 2003 solgte Republikken Østrig sine sidste aktier i Voest-Alpine.
I 2001 skiftede Voest-Alpine navn til Voestalpine AG.